# Capolona
Capolona é uma comuna italiana da região da Toscana, província de Arezzo, com cerca de 4 802 habitantes. Estende-se por uma área de 47 km², tendo uma densidade populacional de 102 hab/km². Faz fronteira com Arezzo, Castel Focognano, Castiglion Fibocchi, Subbiano, Talla.

## Demografia
| Variação demográfica do município entre 1861 e 2011                               |
|                                                                                   |
| Fonte: Istituto Nazionale di Statistica (ISTAT) - Elaboração gráfica da Wikipedia |